# Gramatneusiedl (stacja kolejowa)
Gramatneusiedl (niem. Bahnhof Gramatneusiedl) – stacja kolejowa w gminie Gramatneusiedl, w kraju związkowym Dolna Austria, w Austrii. Znajduje się na Ostbahn, linii łączącej Wiedeń z Budapesztem.

## Położenie
Stacja znajduje się na północ od miejscowości Gramatneusiedl na Ostbahn. Obsługiwana jest przez pociągi Regional-Express, a także pociągi S-Bahn w Wiedniu linii S60 i pociągi kolei Raaberbahn. Ma trzy perony i pięć krawędzi peronowych, na które można się dostać za pomocą kładki lub przejścia podziemnego. Na wschód od stacji znajduje się tunel drogowy pod linią kolejową w ciągu lokalnej drogi L156.
Przed budynkiem dworca znajduje się parking P&R.

## Linie kolejowe
- Linia Ostbahn
- Linia Pottendorfer Linie